# (4100) Sumiko
(4100) Sumiko est un astéroïde de la ceinture principale.

## Description
(4100) Sumiko est un astéroïde de la ceinture principale. Il fut découvert le 16 janvier 1988 à Okutama par Tsutomu Hioki et Nobuhiro Kawasato. Il présente une orbite caractérisée par un demi-grand axe de 3,01 UA, une excentricité de 0,11 et une inclinaison de 11,1° par rapport à l'écliptique.

## Compléments